# Edom
Edom (hebreiska אדום) var ett rike som sedan järnåldern låg norr om Aqabaviken i vad som numera är Negevöknen på ömse sidor om gränsen mellan Israel och Jordanien och som grundades av edomiterna.
Edom är i den judisk-kristna tron ett annat namn för Esau och det namn som gavs åt hans efterkommande, edoméerna eller edomiterna. 

## Historia

### Edom
Edom var ett forna rike i Transjordanien och angränsade till kungariket Moab i nordöst, Sinaihalvön i väst och den arabiska öknen i öst och syd. Edom börjar omnämnas för första gången under den sena bronsåldern i egyptiska och mesopotamiska källor och fortsatte existera som ett enat rike in i järnåldern. Första gången Edom omnämns i bekräftade källor är i en lista över områden från farao Seti I:s kananitiska kampanj, listan tros ha skrivits cirka 1215 f.Kr.. De omnämns även av farao Ramses III (1186–1155 f.Kr.) kampanjer som ett av de riken han strider mot.
Arkeologiska fynd har visat att edomiterna var ett semitiskt folkslag som troligtvis slog sig ned i området på 1300-talet f.Kr.. De verkar sedan ha haft ett blomstrande rike mellan 1200-talet f.Kr. och 700-talet f.Kr. På 500-talet f.Kr. erövrades riket av det babyloniska imperiet och på 400-talet f.Kr. drog nabateiska stammar in i det forna Edom och edomiterna tvingades därmed förflytta sig norrut in i de kulliga södra delarna av vad som tidigare varit Juda rike samt delar av Negevöknen. Arkeologiska fynd har visat att förflyttningen dit verkar ha börjat redan på 500-talet efter att riket föll till Babylon och att den bestod av en blandning av fredlig migration och militära kampanjer mot det raserade juda rike. Under det persiska riket fortsatte edomiterna att leva i södra Juda och när området erövrades av Alexander den store fick de ett nytt grekiskt namn, Idumeen. 

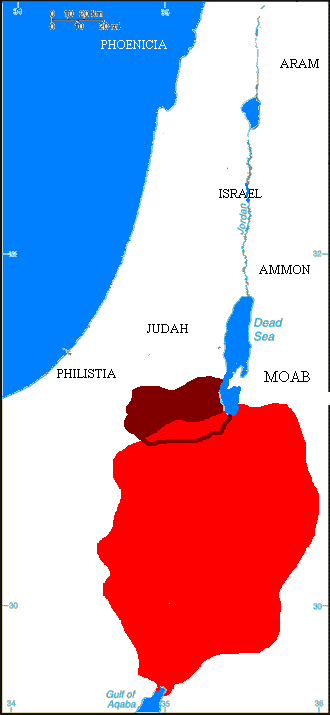
Kungariket Edom vid sin största utbredning på 600-talet f.Kr. Det mörkröda området är Idumeen.

### Idumeen
När Alexander den store dog blev Idumeen del av det seleukidiska riket. Under det Mackabéiska upproret mot Seleukiderna beskrivs den seleukidiska generalen Gorgias som guvernör av Idumeen. Det är oklart om han var en helleniserad idumit eller om han själv var av grekisk härkomst. 163 f.Kr. erövrades Idumeen av Judas Maccabaios under en period men iduméerna lyckades driva ut mackabéerna. 125 f.Kr. erövrades de åter igen av Mackabéerna under John Hyrcanus och befolkningen i Idumeen tvingades konvertera till judendomen. År 66 e.Kr. utbröt ett inbördeskrig i Judea som kom att kallas det första romersk-judiska kriget. Under kriget drog upprorsledaren Simon bar Giora in i norra Idumeen och totalförstörde städerna och byarna där. Han lät även dräpa områdets befolkning då de inte ansågs vara riktiga judar utan endast konvertiter. Vid belägringen av Jerusalem år 70 e.Kr. skall 20,000  iduméer ledda av generalerna John, Simeon, Phinehas, och Jacob ha försökt rädda Jerusalem från den romerska armén men de besegrades av den romerske kejsaren Titus. Efter denna händelse omnämns inte Iduméerna längre men området fortsatte att kallas Idumeen åtminstone fram tills 400-talet e.Kr.

## Religion
Den edomitiska religionen innan de konverterades till judendom är i stort sett okänd. De verkar ha haft en huvudgud vid namn Qaus vars välsignelse efterfrågas i olika brev från riket. Då de var nära besläktade med andra levantinska semiter kan de även ha dyrkat gudar så som El, Baal, och Ashera. Enligt de äldsta bibelskrifterna dyrkades Yaweh i södra Edom och det kan vara därifrån religionen spred sig till de israelitiska stammarna.

## Ekonomi
Kungadömet Edoms främsta inkomstkälla var karavanhandeln mellan Egypten, Kanaan, Mesopotamien och Arabiska halvön som gick via den så kallade rökelsevägen. Edom var en av flera stater i området som var helt beroende av handeln då deras rike innehöll väldigt lite odlingsbar mark, endast det södra höglandet fick nog med regn för att kunna odla grödor. Edom verkar även ha handlat med Indien genom hamnstaden Ezion-Geber vid röda havet och själva exporterade de sannolikt salt och balsam som användes vid tempelriter. Utgrävningar av arkeologen Thomas Levy i södra Jordanien har påträffat en stor koppargruva som var aktiv på 1000-talet f.Kr. och som visar att Edom sannolikt även handlade med koppar.